# Feri AG
Die Feri AG (Eigenschreibweise: FERI) mit Hauptsitz im hessischen Bad Homburg vor der Höhe ist ein deutscher Finanzdienstleister. Sie bietet Vermögensmanagement in Kombination mit eigenem Research für institutionelle und private Kunden in der DACH-Region.
Folgende Gesellschaften gehören der Feri-Gruppe an:
- Die Feri AG verfügt über eine Lizenz der Bundesanstalt für Finanzdienstleistungsaufsicht (BaFin).[1]
- Die Feri (Schweiz) AG ist seit 2007 als Vermögensverwalter kollektiver Kapitalanlagen von der Eidgenössischen Finanzmarktaufsicht FINMA bewilligt.[2]
- Die Feri (Luxembourg) S.A. ist die Fonds-Verwaltungsgesellschaft der Feri in Luxemburg. Sie unterliegt der Aufsicht durch die Commission de Surveillance du Secteur Financier (CSSF), der Luxemburger Finanzaufsichtsbehörde.[3]

Die Feri AG wiederum ist eine Tochtergesellschaft der börsennotierten MLP SE, Wiesloch.

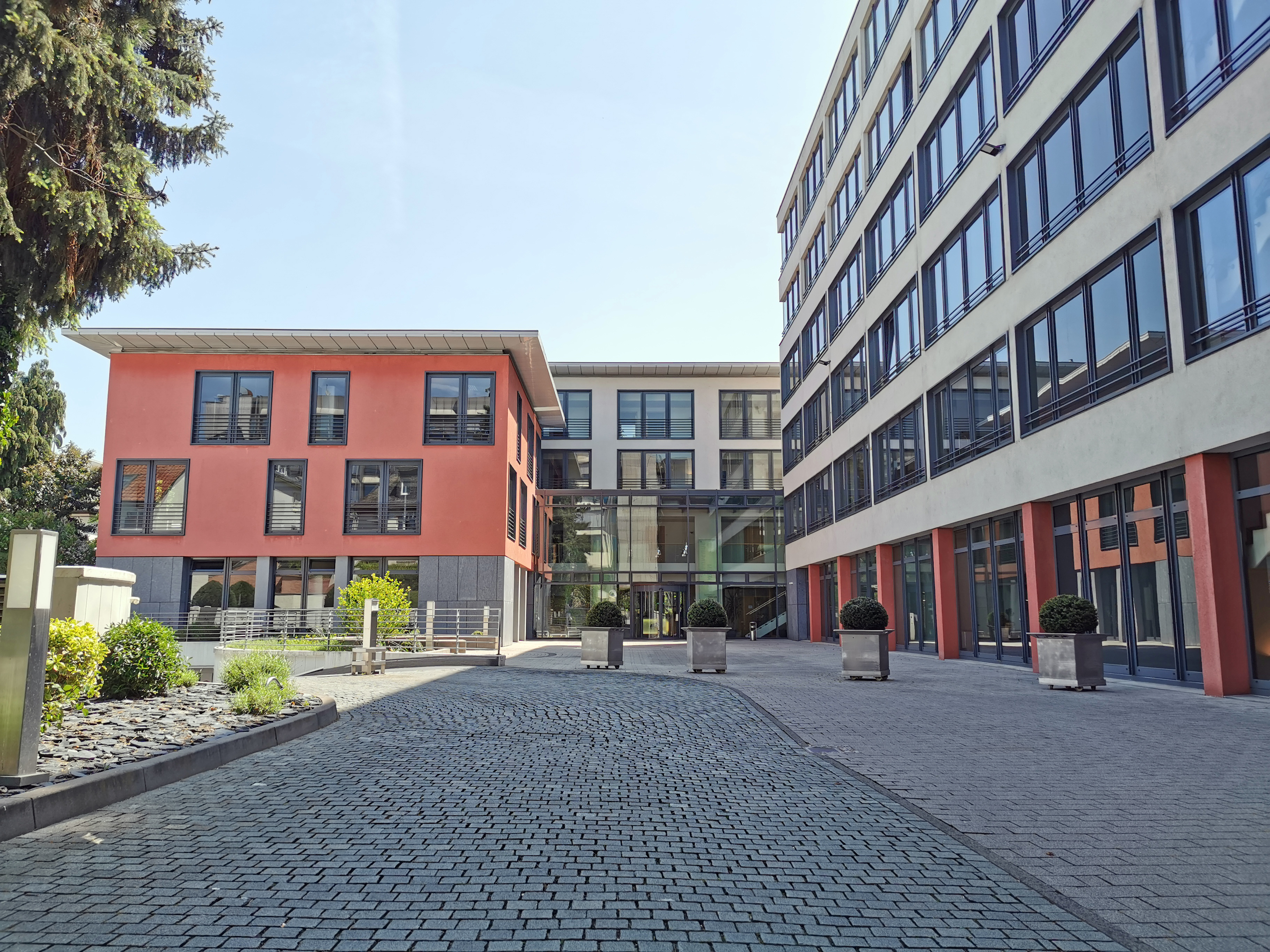
Hauptsitz der Feri AG in Bad Homburg

## Unternehmen
Mit rund 250 Mitarbeitern bietet Feri für institutionelle Investoren, Familienvermögen und Stiftungen Lösungen in den folgenden Geschäftsfeldern an:
- Vermögensverwaltung: institutionelles Asset Management und private Vermögensverwaltung
- Investment Consulting: Beratung von institutionellen Investoren und Family-Office-Dienstleistungen
- Investment Research: volkswirtschaftliche Prognosen und Asset Allocation-Analysen.[4]

Das Konzept aus Vermögensmanagement in Kombination mit eigenem Research spiegelt sich auch im Firmennamen wider: Financial Economic Research International.
Das 2016 gegründete Feri Cognitive Finance Institute agiert innerhalb der Feri-Gruppe als strategisches Forschungszentrum und Denkfabrik, mit Fokus auf Analysen und Methodenentwicklung für langfristige Aspekte von Wirtschafts- und Kapitalmarktforschung.
Feri betreute 2025 zusammen mit MLP ein Vermögen von 63 Mrd. Euro, darunter rund 18 Mrd. Euro alternative Investments.
Die Feri-Gruppe unterhält neben dem Hauptsitz in Bad Homburg weitere Standorte in Düsseldorf, Hamburg, München, Luxemburg, Wien und Zürich.

## Geschichte
Im Dezember 1987 wurde das Unternehmen als Multi-Family-Office mit Sitz in Bad Homburg gegründet und in den nächsten Jahren die beiden Bereiche Research und Vermögensverwaltung aufgebaut.
1989 setzte Feri erstmals die fondsgestützte Vermögensverwaltung ein und im November 1990 wurde die Feri Trust Gesellschaft für Finanzplanung mbH gegründet, die Vermögensverwaltung mit Investmentfonds anbot.
Im Oktober 1996 erfolgte die Gründung der Feri Institutional Management GmbH als Beraterin für institutionelle Kunden.
1999 nutzte Feri erstmals Multi-Strategy-Hedgefonds-Konzepte, und 2000 baute sie mit der Gründung der Feri Private Equity GmbH (später Feri Alternative Assets GmbH) ihre Aktivitäten im Bereich alternative Assets (Private Equity und Hedgefonds) aus.
Im September 2006 erwarb die MLP AG (heute MLP SE) eine Beteiligung in Höhe von 56,6 Prozent am Kapital der Feri AG.
2007 wurde die heutige Feri Trust (Luxembourg) S.A. als Basis für die Luxemburger Plattform-Services als 100-prozentige Tochtergesellschaft gegründet.
Im April 2008 erfolgte die Gründung der Feri Trust Schweiz zur Betreuung von Bestands- und Neukunden (privat und institutionell) in der Schweiz und im Oktober desselben Jahres eröffnete das Wiener Büro für die Betreuung von Bestands- und Neukunden in Österreich.
Im Frühjahr 2011 übernahm die MLP AG (heute MLP SE) planmäßig die restlichen Anteile des Grundkapitals der Feri AG. Die Harald Quandt Holding GmbH als bisheriger wesentlicher Aktionär schied aus dem Aktionärskreis der Feri AG aus.
Mit Wirkung zum 1. Juli 2015 schlossen sich die Feri Trust AG (Schweiz) und die Michel & Cortesi Asset Management AG (MCAM) zusammen.
2016 wurde das Feri Cognitive Finance Institute gegründet. Im selben Jahr wurde die Ratingagentur Feri EuroRating Services AG an die Scope Group verkauft.
2018 erfolgte die Umfirmierung der Michel & Cortesi Asset Management AG in Feri (Schweiz) AG.
Im Jahr 2019 gründete Feri das Feri SDG Office.
2020 schlossen sich die Feri (Schweiz) AG und Limmat Wealth AG zusammen.